# Pteris brazzaiana
Pteris brazzaiana là một loài dương xỉ trong họ Pteridaceae. Loài này được ht.Lambeau mô tả khoa học đầu tiên năm 1903.
Danh pháp khoa học của loài này chưa được làm sáng tỏ. 